# Axis of Justice
Az Axis of Justice (Az Igazság Tengelye) egy világméretű, nonprofit politikai szervezet, ami a világszegénység és háborúk megfékezésének érdekében jött létre, számítva minél több ember csatlakozására és együttműködésére. Működésében és elveiben hasonlít az ismert és elismert Amnesty International-re, amivel közösen már több rendezvényt is szerveztek.
Hogy a világ megismerje a szervezetet, a két alapító Serj Tankian, a System Of A Down énekese és Tom Morello, az Audioslave gitárosa közös lemezeket adnak ki, közösen koncerteznek, illetve saját rádiót is alapítottak, Axis of Justice Radio Network névvel, amit hallgatva az érdeklődő tájékozódhat az éppen aktuális világproblémákról. Emellett közkedvelt előadók számai hallhatóak, többek között a Rage Against The Machine, a Bad Religion vagy éppen a System Of A Down és az Audioslave.
Tom Morello így nyilatkozott a szervezet megalakulásakor: „Serj-zsel alapítottunk egy nonprofit politikai szervezetet, az Axis Of Justice-t, amely zenészek, zenerajongók, illetve politikai szervezetek egyesülete, és célja a társadalmi igazságért való harc. Ebbe belefér sok minden: fizikailag és szexuálisan bántalmazott gyerekek segítése éppúgy, mint kísérlet a nemzetközi erőszakhullám megfékezésére. Megpróbálunk hidat építeni a rajongók és az aktivisták között, hogy pozitív változás következzen be ezen a téren”.